# Wilhelm Euler
Wilhelm Julius Euler (* 23. Januar 1847 in Lorsch; † 18. Mai 1934 in Bensheim) war ein deutscher Unternehmer in der Papierfabrikation und Politiker. Er war hessischer Landtagsabgeordneter sowie Stadtrat in Bensheim, wo er auch als Mäzen und Initiator zahlreicher Einrichtungen und Vereine hervortrat und deshalb Ehrenbürger war.

## Leben
Wilhelm Euler war Sohn des Lorscher Landrichters Wilhelm Euler und dessen Frau Luise Euler geborene Königer. Er absolvierte eine kaufmännische Lehre in Nürnberg und verbrachte danach einige Zeit in Madrid und Paris, bevor er in Remscheid ein Unternehmen gründete. 1871 kam er im Alter von 24 Jahren nach Bensheim und wurde Leiter der Papierfabrik von Otto Heumann, die er 1873 übernahm. Er vergrößerte das Unternehmen, die Wilhelm Euler GmbH, schnell durch kaufmännischen Weitblick und die Umstellung der Produktion von Stroh als Rohstoff auf die neu entdeckte Zellulose. Bei der Übernahme der Papierfabrik beschäftigte er rund 20 Arbeiter und betrieb drei Dampfmaschinen, zwölf Jahre später waren es bereits 50 Arbeiter, um 1900 zählte die Belegschaft 100 Menschen. Der patriarchalische Unternehmer war sehr sozial eingestellt und hinterließ der Stadt Bensheim als Mäzen viele Gebäude und Einrichtungen. So initiierte er unter anderem den Bau des Bismarckturms auf dem Hemsberg sowie des Schwimmbads und kämpfte lange Zeit für den Bau einer Eisenbahnstrecke nach Lindenfels. Für seine Belegschaft gründete er eine der ersten Betriebskrankenkassen und ließ 1905 ein „Werkmeisterhaus“ errichten. Dieses und fast 40 weitere Gebäude, neben Fabrikanlagen auch Villen, ließ er durch die Bergsträßer Architekten Heinrich und Georg Metzendorf in den Jahren von 1896 bis 1922 planen. Für Heinrich Metzendorf war Euler ein väterlicher Freund und Förderer.
Am 19. April 1875 heiratete er in Bensheim Anna geborene Horst (1855–1926), die Tochter des Ministerialrats im hessischen Finanzministerium und Präsidenten der Oberbaudirektion Darmstadt Johann Christian Horst und dessen Frau Caroline Horst geborene Wissell. Mit Anna hatte er zwei Söhne: Wilhelm, genannt „Willie“, (* 1876) und Karl († 1933; Vater von Friedrich Wilhelm Euler und Horst Euler). Beide Söhne waren später im väterlichen Unternehmen tätig.
Wilhelm Euler war Mitglied der Handelskammer Darmstadt und Mitbegründer sowie stellvertretender Vorsitzender des Vereins Deutscher Papierfabrikanten. 1899 wurde er mit dem Ehrentitel Kommerzienrat ausgezeichnet, außerdem verlieh die Stadt Bensheim ihm ihre Ehrenbürgerwürde.
Politisch war er als Stadtrat in Bensheim und Kreistagsabgeordneter im Landkreis Bensheim tätig. In der 29. bis 32. Wahlperiode (1893–1905) war er Abgeordneter der zweiten Kammer der Landstände des Großherzogtums Hessen. In den Landständen vertrat er den Wahlbezirk Starkenburg 11/Zwingenberg. Er war Mitglied der Nationalliberalen Partei (NLP).
Wilhelm Euler starb 1934 im Alter von 87 Jahren.
Die Papierfabrik in Bensheim stellte 2007 die Produktion ein.

## Postume Ehrungen
Nach ihm ist in Bensheim die Wilhelm-Euler-Straße benannt.